# Ithomia leucophaena
Ithomia leucophaena är en fjärilsart som beskrevs av Erich Martin Hering 1925. Ithomia leucophaena ingår i släktet Ithomia och familjen praktfjärilar. Inga underarter finns listade i Catalogue of Life.